# Gedenkstein für Prinz Leopold von Braunschweig-Wolfenbüttel (Weimar)

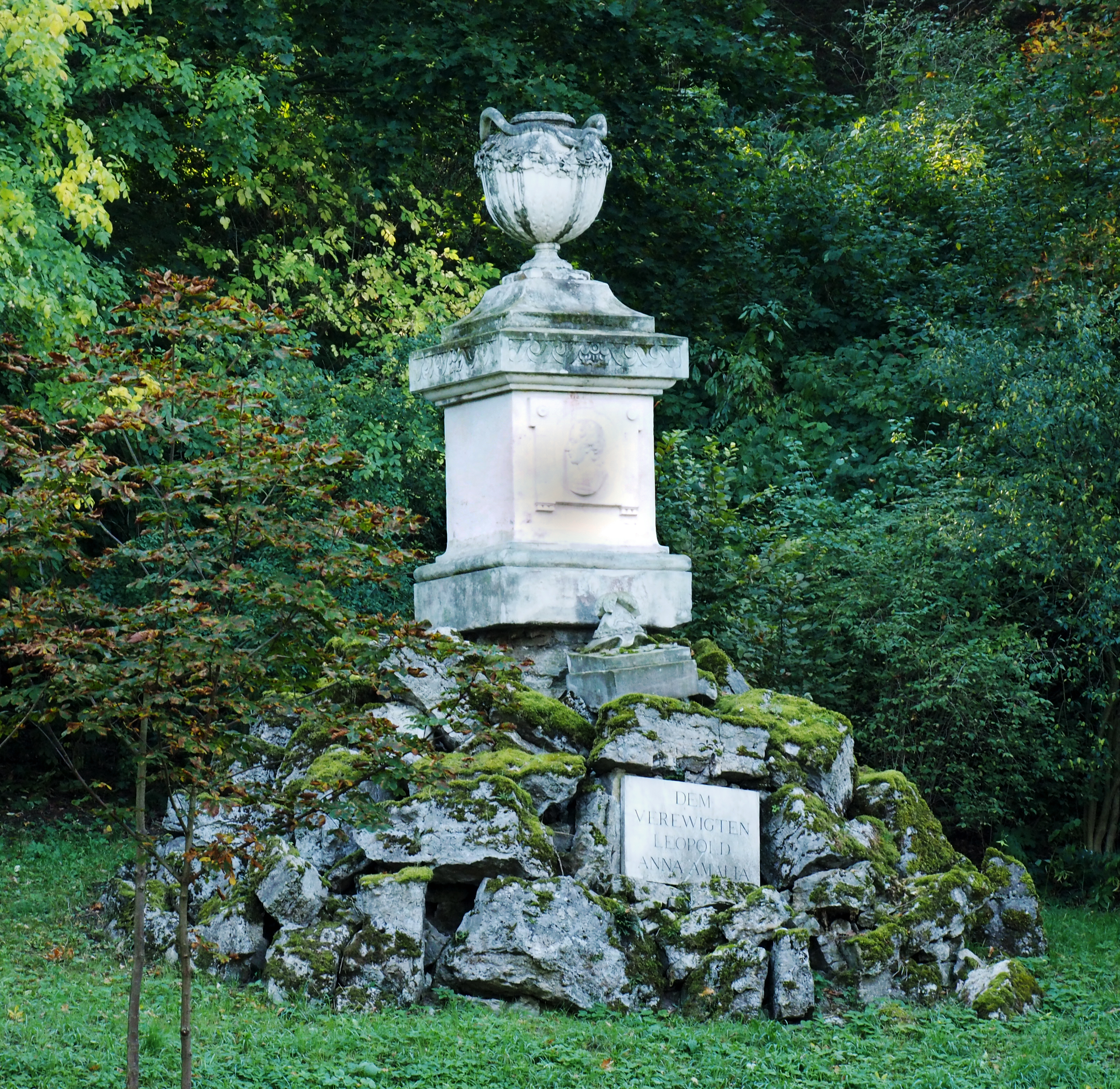
Gedenkstein für Prinz Leopold von Braunschweig-Wolfenbüttel, Herzog von Braunschweig und Lüneburg

Der Gedenkstein für Prinz Leopold von Braunschweig-Wolfenbüttel im Schlosspark Tiefurt ist ein nach klassisch antikem Vorbild gestalteter Gedenkstein, den Anna Amalia von Braunschweig-Wolfenbüttel aufstellen ließ. Entworfen wurde er von Adam Friedrich Oeser, geschaffen vom Hofbildhauer Martin Gottlieb Klauer. Er entstand 1786. Es genügten hier Fürstenhut und Degen, um den Stand des Verewigten anzuzeigen. Die bekrönende Urne weist eine sich in den Schwanz beißende Schlange auf. Der Text ist lakonisch kurz gefasst. Auf dem Sockel befindet sich ein Relief für Leopold von Braunschweig-Wolfenbüttel. Eine Zeichnung hiervon von Georg Melchior Kraus hat sich erhalten.
Die Materialien sind kalksinterne Muschelkalkblöcke, Marmor für die Widmungstafel, und für den Kubus Tonndorfer Sandstein.
Bei der Klassikstiftung Weimar gibt  es hierzu  ein Modell von 1786.
Er steht auf der Liste der Kulturdenkmale in Tiefurt.
Leopolds Grabstätte befindet sich in der Krypta des Braunschweiger Doms.
Siehe auch
- Denkmal für Herzog Leopold (Braunschweig)
- Leopold-Denkmal (Frankfurt (Oder))